# Massacre de Dersim
La Massacre de Dersim va ocórrer al 1937 i 1938 a Dersim, ara província de Tunceli, a Turquia. Fou el resultat d'una campanya militar turca contra la rebel·lió a Dersim de grups locals i minories ètniques contra la Llei de Reassentament turca de 1934. Milers d'alevis i zazes hi van morir i moltes persones foren desplaçades a causa del conflicte.
Els assassinats són classificats per alguns com un etnocidi o genocidi. El 23 de novembre de 2011, el primer ministre Recep Tayyip Erdoğan demanà excuses en nom de l'estat turc per la massacre, i la descrigué com "un dels esdeveniments més tràgics de la nostra història recent".

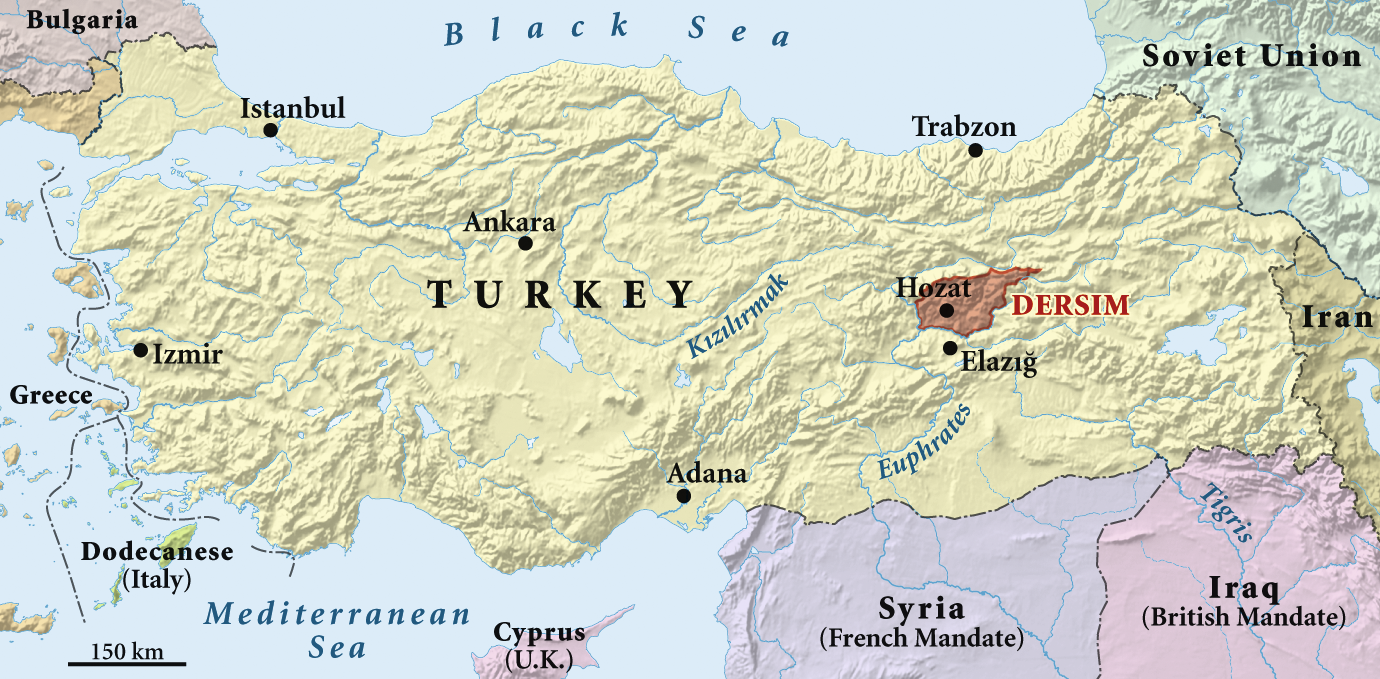
Regió de Dersim al 1937

## Rebel·lió a Dersim

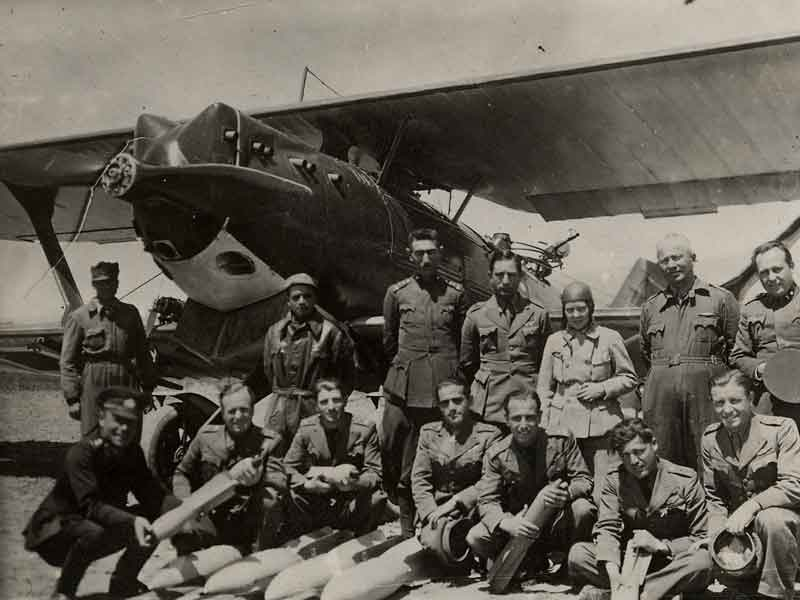
Sabiha Gökçen i alguns altres militars de la Força Aèria Turca durant la rebel·lió de Dersim

El 1934, Turquia aprova una Llei de Reassentament que pretenia assimilar comunitats de minories ètniques de l'estat. Les mesures incloïen el desplaçament forçós de persones dintre l'estat, amb l'objectiu de fer-ne desaparéixer la seua nacionalitat i promoure la homogeneïtat turca. El 1935, la Llei de Reassentament s'anomena llei de Tunceli pel canvi de nom de la província de Dersin, que era habitada per alevis i zazes, que s'anomenaria Tunceli. Aquesta àrea tenia fama de rebel, i havia estat escenari d'onze conflictes armats en 40 anys.
Se'n feren diverses manifestacions públiques en gener de 1937, i es feu una carta de protesta contra la llei, enviada al governador local. D'acord amb fonts kurdes, els emissaris de la carta foren arrestats i assassinats. Al maig, un grup d'habitants locals atacà un tren de la policia en resposta als assassinats, i aquest fou el primer focus rebel localitzat.
Uns 25.000 soldats van ser mobilitzats per contenir el principi de rebel·lió. A l'estiu, els dirigents de la rebel·lió, incloent-hi el líder tribal Sayid Riza, foren assassinats a la forca. La resta de forces rebels, però, van continuar resistint i el nombre de tropes militars a la zona fou doblat. Els mètodes utilitzats per l'exèrcit eren brutals: l'assassinat massiu de civils, la destrucció de cases, bombardeig aeri i deportació de persones a àrees menys rebels. Els revoltats van resistir fins que la regió va ser "pacificada" a l'octubre de 1938.

## Nombre de morts
L'estimació del govern britànic sobre el nombre de morts fou de 40.000, tot i que alguns historiadors suggereixen que aquest nombre puga ser exagerat, i han suggerit que el nombre total d'assassinats podria variar de 7.594 i 13.000 persones. Prop de 3.000 persones foren deportades a la força de Dersim. Segons un informe oficial de l'època revelat el 2009, el nombre de civils morts hauria estat de 13.160 i de deportats 11.818.
La conferència de 2008 organitzada pel Centre d'estudis kurds (PEN turc) arribà a la conclusió que l'estat turc havia estat l'únic culpable del genocidi, estimat de 50 a 80.000 morts en la seqüència de la rebel·lió de Dersim.

## Controvèrsia sobre el genocidi

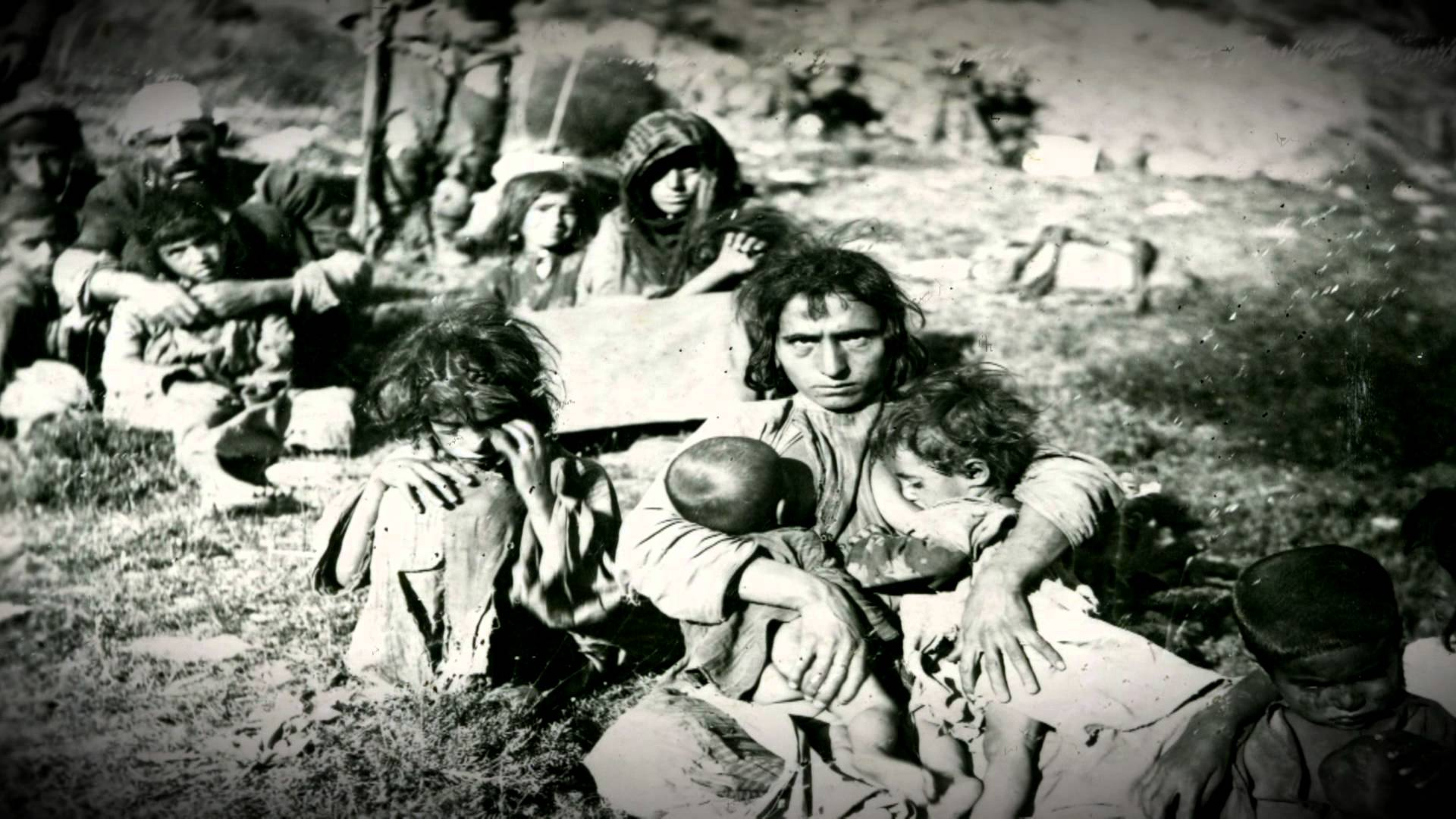
Habitants locals el 1938

Molts kurds i alguns turcs ètnics consideren els esdeveniments succeïts a Dersim com un genocidi. Un defensor d'aquesta visió és l'acadèmic İsmail Beşikçi. Segon les lleis internacionals, s'ha argumentat que les accions del govern turc no foren un genocidi, perquè no pretenien exterminar un poble, sinó "reassentar-lo". Molts estudiosos, com ara Martin van Bruinessen, han caracteritzat les accions del govern turc com una "croada anticultural" contra la identitat i la llengua local en comptes d'un etnocidi.
El març de 2011, un tribunal turc va decidir que les accions del govern turc a Dersim no podien ser considerades genocidi d'acord amb la llei, perquè no es dirigiren sistemàticament contra un grup ètnic.

### Excuses del govern turc

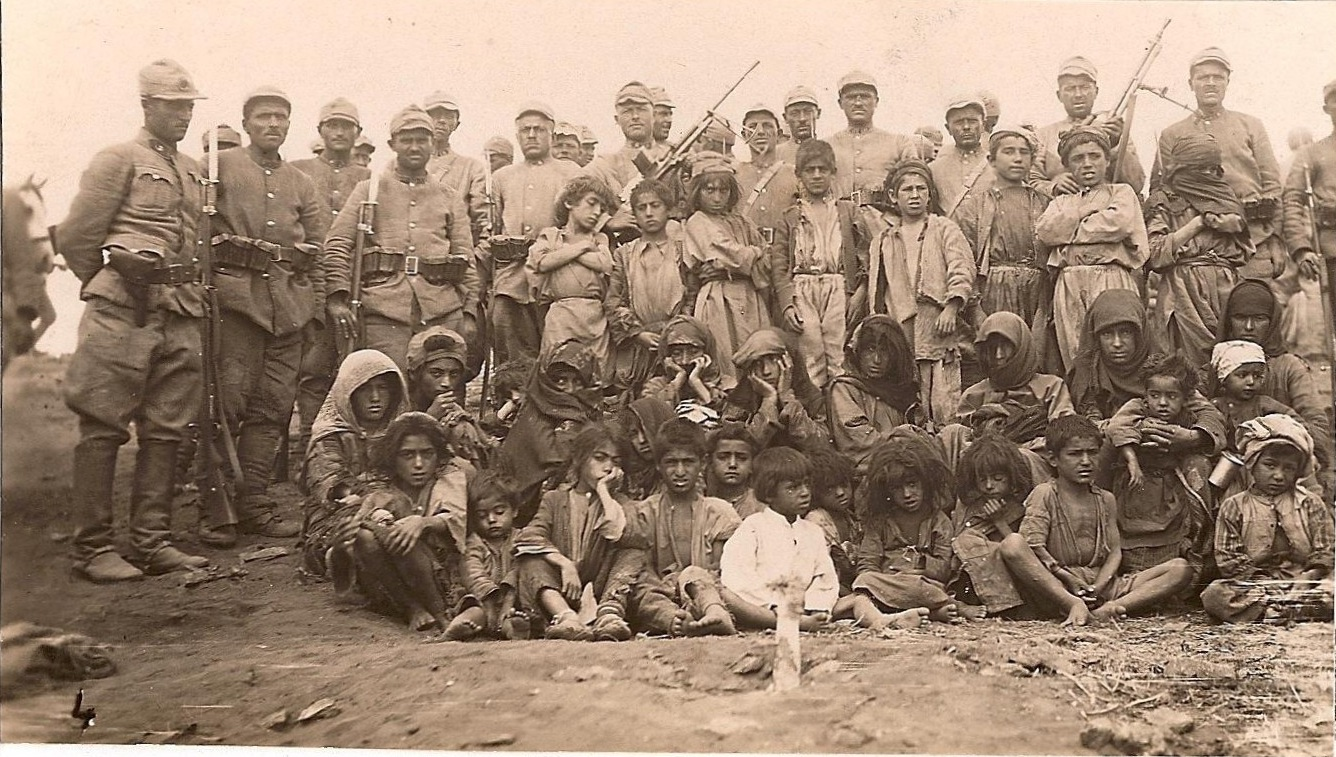
Soldats turcs i locals que serien deportats

El 23 de novembre de 2011, el primer ministre turc Recep Tayyip Erdoğan va demanar excuses en nom de l'estat per la massacre de Dersim durant una reunió televisada del seu partit a Ankara. Els seus comentaris van ser incisivament dirigits al líder de l'oposició, Kemal Kılıçdaroğlu. Erdogan recordà en el seu discurs que el partit de Kılıçdaroğlu, el Partit Republicà del Poble (CHP), estava en el poder en l'època de la massacre, fins llavors l'únic partit polític de Turquia. Descrigué la massacre com "un dels esdeveniments més tràgics de la nostra història recent" i afegí que, mentre alguns buscaven justificar-la com una resposta legítima als esdeveniments, en realitat fou "una operació planejada pas a pas".
S'especulà en la premsa turca que les excuses d'Erdoğan puguen ser un preludi d'altres reclamacions d'excuses sobre altres fets en la història de Turquia, i que els seus comentaris podien haver-se destinat a la defensa contra les acusacions d'hipocresia en la seua crítica d'abusos dels drets humans pel líder sirià Bashar al-Assad.